# Mostici, Șumen
Mostici (în bulgară Мостич) este un sat în comuna Veliki Preslav, regiunea Șumen,  Bulgaria. 

## Demografie
Componența etnică a satului Mostici
     Nicio identificare (8,72%)
     Bulgari (6,04%)
     Turci (85,23%)
     Romi (0%)
La recensământul din 2011, populația satului Mostici era de 298 locuitori. Din punct de vedere etnic, majoritatea locuitorilor (85,23%) erau turci, cu o minoritate de bulgari (6,04%). Pentru 8,72% din locuitori nu este cunoscută apartenența etnică.